# (621) Werdandi
(621) Werdandi – planetoida z grupy pasa głównego asteroid.

## Odkrycie
Została odkryta 11 listopada 1906 roku w Landessternwarte Heidelberg-Königstuhl w Heidelbergu przez Augusta Kopffa. Nazwa planetoidy pochodzi od Werdandi, jednej z Norn w mitologii nordyckiej. Przed nadaniem nazwy planetoida nosiła oznaczenie tymczasowe (621) 1906 WJ.

## Orbita
(621) Werdandi okrąża Słońce w ciągu 5 lat i 186 dni w średniej odległości 3,12 j.a. Należy do planetoid z rodziny Themis.